# Ernest Dezentjé

Landarbeider met karbouwen

Ernest Regnard Leonce Dezentjé (Meester Cornelis, 17 augustus 1885 – Jakarta, 12 januari 1972) was een bekend kunstschilder in Nederlands-Indië en later in Indonesië.
Zijn werk bevat weidse vergezichten met sawahs en vulkanen, de flamboyants, maar ook nauwkeurige stadsgezichten. Hij stamde uit een indofamilie en was van Frans-Javaanse afkomst. Hij was lid van de "Bataviasche Kunstkring" en raakte na de onafhankelijkheid bevriend met president Soekarno die regelmatig werk van hem kocht, ook om bij staatsbezoeken te kunnen schenken.
- Biografisch Portaal: 27279890
- International Standard Name Identifier: 0000 0003 9646 2033
- Nederlandse Thesaurus van Auteursnamen: 339938641
- RKD-Nederlands Instituut voor Kunstgeschiedenis: 22462
- Virtual International Authority File: 291409830